# エンケの間隙

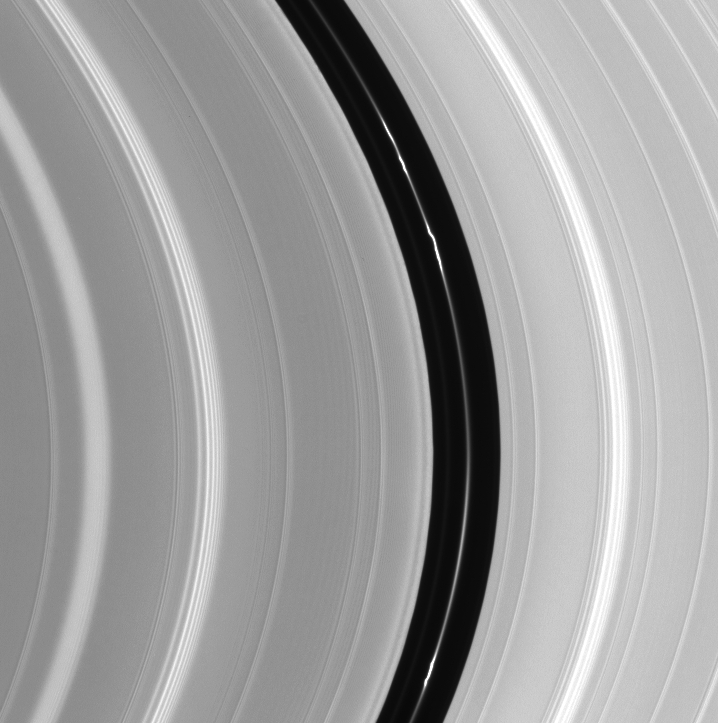
エンケの間隙

エンケの間隙（エンケのかんげき）は、土星の環のうちA環内にある隙間のことをいう。エンケの空隙（エンケのくうげき）、エンケの隙間（エンケのすきま）ともいう。
土星の中心から約133,500km、A環の外縁から5分の1ほど内側にある。幅は325km。
土星の衛星の一つ、パンが間隙の中を公転している。
ドイツの天文学者ヨハン・フランツ・エンケが1837年にA環の中央付近に帯状の暗い部分を発見したことを元に命名されたが、現在のエンケの間隙は1888年にジェームズ・エドワード・キーラーによって発見されたものである。
エンケが実際に発見した暗帯は観測が難しく、そこに実際に隙間が存在するかどうかははっきりしない。ただし、現在のエンケの間隙にあたる部分を暗帯の一部として観測していた可能性もあるのではないかという主張も存在する。